# Хибиці
Хибиці (пол. Chybice) — село в Польщі, у гміні Павлув Стараховицького повіту Свентокшиського воєводства.
Населення — 329 осіб (2011).
У 1975-1998 роках село належало до Келецького воєводства.

## Демографія
Демографічна структура на день 31 березня 2011 року:
|          | Загалом | Допрацездатний вік | Працездатний вік | Постпрацездатний вік |
| -------- | ------- | ------------------ | ---------------- | -------------------- |
| Чоловіки | 162     | 28                 | 114              | 20                   |
| Жінки    | 167     | 27                 | 93               | 47                   |
| Разом    | 329     | 55                 | 207              | 67                   |